# ترزا اشتولتس
ترزا اشتولتس (به آلمانی: Teresa Stolz) (۲ ژوئن ۱۸۳۴ – ۲۳ اوت ۱۹۰۲) خواننده بوهمی اپرا با صدای سوپرانو بود. از نقش‌های مهم او حضور در نخستین اجرای اپرای آئیدا در لا اسکالای میلان (۱۸۷۲) و سان کارلوی ناپل (۱۸۷۲) و نخستین اجرای رکوئیم وردی (۱۸۷۴) است.

## زندگی شخصی
ترزا اشتولتس معشوقه رهبر ارکستر ایتالیایی، آنجلو ماریانی بود و قصد داشت با او ازدواج کند اما به توصیه وردی و همسرش، جوزپینا استرپونی از اینکار امتناع ورزید و از آن پس دوست نزدیک وردی‌ها شد. مدتی نیز شایعه‌هایی دربارهٔ رابطه او و وردی وجود داشت.